# Bökesjön, Blekinge
Bökesjön är en sjö i Karlshamns kommun i Blekinge och ingår i Bräkneån-Mieåns kustområde.